# Miss You Like Crazy
Miss You Like Crazy è un singolo della cantante statunitense Natalie Cole, pubblicato nel marzo 1989 come primo estratto dall'album Good to Be Back. Autori del brano Miss You Like Crazy sono Michael Masser,  Gerry Goffin e Preston Glass.
Il singolo, uscito su etichetta Manhattan (EMI) e prodotto da Michael Masser, raggiunse negli Stati Uniti il primo posto della classifica dei singoli Adult contemporary nel marzo 1989.

## Tracce
7"
1. Miss You Like Crazy – 3:53
2. Good to Be Back – 4:20

12" maxi
1. Miss You Like Crazy
2. Urge to Merge – 7:09
3. Good to Be Back – 4:20

## Video musicale
Nel video musicale si alternano le immagini di Natalie Cole mentre interpreta il brano accompagnata al pianoforte ad immagini della stessa interprete che balla con un uomo.

## Classifiche
| Classifica            | Posizione massima | Nr. di settimane |
| --------------------- | ----------------- | ---------------- |
| Australia             | 34                | 15               |
| Belgio                | 11                | 11               |
| Germania              | 22                | 15               |
| Nuova Zelanda         | 40                | 1                |
| Paesi Bassi           | 13                | 12               |
| US Adult Contemporary | 1                 |                  |